# Viktor Christian Schmitt
Viktor Christian Schmitt (24. November 1844 in Frankfurt am Main – 24. Februar 1900 in Wien) war ein deutscher Opernsänger der Stimmlage Tenor. Er gehörte 25 Jahre lang dem Ensemble der Wiener Hofoper an.

## Leben, Werk
Viktor Christian Schmitts Großmutter, Maria Theresia Schmitt-Klemm, stammte aus Wien. Sie war lange Jahre in Frankfurt am Main als Sängerin und Schauspielerin tätig. Sie starb am 1. Januar 1856. 
Viktor Schnitt nahm Gesangsunterricht bei Luise Reuss-Belce in Frankfurt am Main und debütierte 1865 als Gomez in Kreuzers Nachtlager in Granada am Stadttheater Freiburg. Er blieb dort eine Spielzeit verpflichtet. Ab 1869 war er jeweils eine Spielzeit lang in Dessau, Lübeck, Mainz, danach zwei Spielzeiten lang in Bremen und dann eine Spielzeit lang in Breslau. Er trat auch im Stadttheater Hamburg auf. Von 1875 bis zu seinem Tod war er Ensemblemitglied der k.u.k. Hofoper in Wien. Er debütierte als Jonas in Meyerbeers Der Prophet. Er war vor allem Buffo- und Charakterfach beschäftigt. Zu seinen Paraderollen zählten der David in den Meistersingern von Nürnberg, den er bereits in Dessau und Hamburg verkörpert hatte, und der Mime im Ring des Nibelungen. Den David verkörperte er in Wien nur 16-mal, den Rheingold-Mimen 40-mal, den Siegfried-Mimen 68-mal. Es gab zehn Rollen, in denen er in Wien besonders oft zu sehen und zu hören war: Kunz Vogelsang 66-mal, Don Basilio in der Hochzeit des Figaro 71-mal, Jaquino 72-mal, Monostatos 76-mal, Junker Spärlich 84-mal, Ruiz 85-mal, Heinrich der Schreiber 96-mal, Don Alvar in Meyerbeers Afrikanerin 98-mal, Tavannes in Meyerbeers Hugenotten 147-mal und der Remendado 198-mal.